# Volpe (araldica)
In araldica la volpe è simbolo di sagacia, astuzia, finezza, ingegno, simulazione o accortezza. La volpe è stata spesso assunta nello stemma da chi aveva portato a buon fine uno stratagemma ingegnoso e micidiale per il nemico.
Si rappresenta con la stessa forma del lupo e se ne distingue per il colore, abitualmente rosso.

D'oro, alla volpe rampante al naturale (stemma di Cermes)
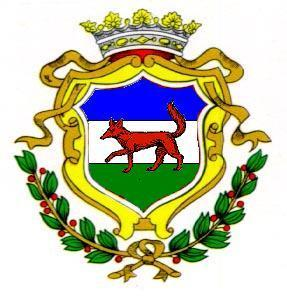
Volpe passante (antico stemma di Lari)
Volpe rampante (Wallau, quartiere di Biedenkopf, Germania)
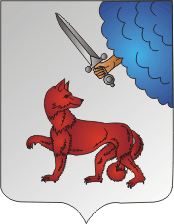
Volpe passante con la testa rivoltata (Mscislaŭ, Bielorussia)
Volpe corrente d'argento (Gambais, Francia)
Volpe passante (Châteaurenard, Francia)
volpe passante (Lisków, Polonia)
Volpe seduta rivoltata d'argento (Taufkirchen, Germania)
Volpe seduta rivoltata di rosso con la zampa sinistra sollevata (Bokholt-Hanredder, Germania)
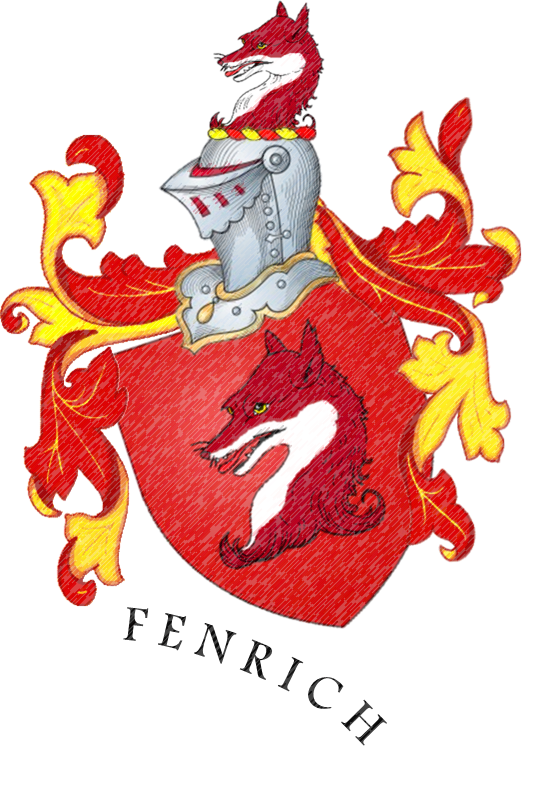
Testa di una volpe al naturale (famiglia Fenrich)

## Esempi di utilizzo araldico della volpe
- Stemma storico  della Comunità di Lari, in uso fino al XVI secolo